# Jacopo da Pontormo

Jacopo da Pontormo - "Gravläggningen" (1525-1528). Cappella Capponi, Santa Felicità, Florens.

Jacopo da Pontormo (italienska för Jacopo från Pontormo, egentligen hette han Jacopo Carrucci), född 1494, död 1557 i Florens, en av de tidigare och mest inflytelserika bland de italienska manieristerna.

## Biografi
Jacopo da Pontormo uppkallades efter sin födelseort Pontormo, en by nära Empoli, men fick sin skolning i den florentinska skolans stil - med all säkerhet av Andrea del Sarto och troligen av Leonardo da Vinci och Piero di Cosimo. Han slog igenom med den lyriska utsmyckningen av Medicéernas villa i Poggio a Caiano, i närheten av Florens. Ytterligare en svit fresker med motiv ur Kristi passion målades 1523.
Efterhand vände han sig från högrenässansens klassicism mot en ny uttrycksstil, delvis influerad av konstriktningar norr om Alperna och då främst Dürers, för att slutligen under inflytande av Michelangelo närma sig manierismen.
Hans senare stil - influerad av Dürer och Michelangelo men ändå starkt personlig - och hans ovanliga färgsinne kan förmodligen bäst studeras i hans mästerverk Gravläggningen (se bild), medan Kvinna med knähund (1532) utgör ett fint exempel på hans manieristiska porträttstil. Rosso Fiorentino hörde till hans rivaler, och Bronzino var hans elev och efterföljare.

## Gravläggningen
I denna målning sammanförs element av nedtagningen från korset, gravläggningen och pietà till en egensinnig ikonografi. Kristus och Jungfru Maria, som avsvimmad sjunker samman, och de andra sörjande helgonen är sammanvävda till en cirkel. Den elfte figuren vid bildens högra kant är Pontormo själv som målade detta mästerverk för den florentinska familjen Capponis gravkapell.
Altarmålningen, som skapades på tre år, har kraftigt lysande färger vilka framkallas både genom kontrasterna och färgläggningen. Magiskt ljus och transparens ger kompositionen en enastående intensitet, som yttrar sig i detaljerna och inte minst i ansiktsuttrycken. Det är inte den klagande sorgen, som hos Maria, utan ett stilla lidande som uttrycks. De flesta figurerna riktar inte blicken mot Kristus utan snarare mot betraktaren.